# Саговник завитой
Саговник завитой, или Саговник улитковидный, или Саговник отогнутый (лат. Cycas circinalis), — вид растений рода Саговник (Cycas) семейства Саговниковые (Cycadaceae).

## Распространение
Южная Индия (Андхра-Прадеш, Карнатака, Керала, Махараштра, Тамилнад), широко культивируется в тропических районах Южной и Юго-Восточной Азии, включая Шри-Ланку, Мьянму, Таиланд, Малайзию, Индонезию и некоторые острова Океании. Обычно в природе образует густые насаждения в прибрежных районах, но также в Индии встречается внутри континента в горных районах на высотах до 1000 м. Растёт как на солнечных местах, так и под пологом леса в умеренной тени в достаточно густых, сезонно засушливых, кустарниковых лесах в холмистой местности. Также встречается вдоль высохших русел ручьев и в более высоких влажных лесах.

## Ботаническое описание
Древовидное растение до 5 (12) м высотой, с гладким, цилиндрическим, редко раздвоенным или 3—5-раздельным на верхушке стволом, 27—43 см в диаметре. Листья 1,5—3 м длиной, зелёные или серовато-зелёные, молодые — опушённые. Листочки в числе 80—100 пар, 15—35 см длиной, 5—18 мм шириной, супротивные или очерёдные, линейно-ланцетные, прямые или слегка изогнутые, с плоскими или слегка волнистыми краями, с мягко суженным основанием, более или менее нисходящие.
Шишки сидят на коротких черешках, яйцевидно-цилиндрические или продолговато-яйцевидные, часто 30—45 см длиной. Микроспорофиллы дельтовидно-яйцевидно-продолговатые, 3—5 см длиной, 1,2—2,3 см шириной, с заострённым, загнутым вверх или слегка изогнутым надсвязником. Мегаспорофиллы около 10—30 см длиной, железисто опушённые при основании, линейно-ланцетные. Семена 5—6 см длиной, 2,5—5,7 см шириной, слегка уплощённые, незрелые — опушённые, яйцевидно-сферические, зелёные, затем желтоватые, с красноватым оттенком.

## Значение и применение
Листья и сердцевина стебля обладают лечебными свойствами. Семена собирают и используют в пищу как регулярную часть рациона питания. Декоративное растение.